# Rinchnach
Rinchnach – miejscowość i gmina w Niemczech, w kraju związkowym Bawaria, w rejencji Dolna Bawaria, w regionie Donau-Wald, w powiecie Regen. Leży w Lesie Bawarskim, około 5 km na południowy wschód od miasta Regen, przy drodze B85.

## Dzielnice
W skład gminy wchodzą trzy dzielnice: Ellerbach, Kasberg, Rinchnach.

## Demografia
| Rok  | Liczba mieszk. |
| ---- | -------------- |
| 1970 | 2 779          |
| 1987 | 2 988          |
| 2000 | 3 261          |

## Oświata
(na 1999)

W gminie znajduje się 75 miejsc przedszkolnych (96 dzieci) oraz szkoła podstawowa (20 nauczycieli, 302 uczniów).